# Energoconstrucția
Energoconstrucția este o companie specializată în construcții civile, industriale, termoficări, rețele de apă și canalizări din România.
Compania activează pe piața construcțiilor din domeniul producției de energie electrică, lucrări de modernizare a centrelor energetice, refacere a rețelelor de canalizare, amenajări și reabilitări de drumuri, precum și construcția spațiilor de depozitare pentru zgură și cenușă.
A fost înființată în anul 1949, având ca scop realizarea instalațiilor și obiectivelor energetice ce urmau a fi construite în România.
A fost privatizată în perioada 1993-1994 prin metoda MEBO - cumpărarea acțiunilor de către conducerea societății și salariați.
Principalii acționari sunt: Lucian Naidin, directorul general al companiei - 25% din acțiuni, Constantin Tăbăcaru (director tehnic), cu 23%, Ana Olărescu (director economic al unei filiale ale companiei), 10%, și Cazacu Emilian (membru al Consiliului de Administrație), cu 6,1%.
Restul acțiunilor se află în posesia a 1.300 de persoane fizice.
Compania controlează, în nume propriu (50%) și alături de cei patru acționari principali, alte cinci firme, înființate în 2006, cu activități de producție de geamuri și tâmplărie din PVC și aluminiu, betoane, produse balastiere sau agregate, precum și de consultanță în domeniul construcțiilor.
Număr de angajați în 2006: 2.500
Cifra de afaceri:
- 2007: 53 milioane euro[5]
- 2006: 50 milioane euro[5]